# Krzyż Wojenny za Zasługi Cywilne
Krzyż Wojenny za Zasługi Cywilne (niem. Kriegskreuz für Zivilverdienste, KZV) – austro-węgierskie odznaczenie za zasługi cywilne.

## Historia
Odznaczenie ustanowił 16 sierpnia 1915 cesarz Franciszek Józef I. W założeniu był przewidziany celem wyróżnienia osób cywilnych podczas I wojny światowej.

## Podział
Odznaczenie zostało podzielone na cztery klasy:
- Krzyż Wojenny za Zasługi Cywilne I klasy (Kriegskreuz für Zivilverdienste erster Klasse),
- Krzyż Wojenny za Zasługi Cywilne II klasy (Kriegskreuz für Zivilverdienste zweiter Klasse),
- Krzyż Wojenny za Zasługi Cywilne III klasy (Kriegskreuz für Zivilverdienste dritter Klasse),
- Krzyż Wojenny za Zasługi Cywilne IV klasy (Kriegskreuz für Zivilverdienste vierter Klasse).